# Mike Huckabee
Michael Dale "Mike" Huckabee (Hope, Arkansas, 24 d'agost de 1955) és un clergue, músic, polític i comunicador estatunidenc.
És nascut al mateix poble que el president demòcrata Bill Clinton.
Ha estat predicador de la Convenció Baptista del Sud, la segona església més gran dels Estats Units, després de la catòlica.
En política, fou governador de l'estat d'Arkansas durant gairebé tres mandats (1996–2007), i va optar a la nominació per ser el candidat del Partit Republicà a les primàries del 2008, que va guanyar Mitt Romney.
Actualment, Huckabee condueix el programa d'entrevistes de la Fox News Channel Huckabee, i des del 2012, també The Mike Huckabee Show a la cadena de ràdio Cumulus Media Networks. També fa de comentarista polític a la ràdio.